# گارد جمهوری الجزایر
گارد جمهوری الجزایر (عربی: الحرس الجمهوري الجزائري) نیروی نظامی زیرمجموعه نیروهای مسلح ملی خلق الجزایر است، که وظیفه حفظ امنیت این کشور را برعهده دارد. گارد جمهوری الجزایر در سال ۱۹۶۳ تأسیس شد.